# 아사히카와시
아사히카와시(일본어: 旭川市 아사히카와시[*], 문화어: 아사히까와시)는 일본 홋카이도에 있는 시이며, 일본 최대의 국립공원 다이세쓰산 국립공원의 관문이다. 일본 제국 시절에는 육군 제7사단이 배치되어 군사 도시로 발전했으며, 지금도 가미카와 종합진흥국이 설치되어 도호쿠(道北) 지방의 중심지로 발전했다. 2000년 4월 1일에 중핵시로 지정되었고, 홋카이도 내에서 인구가 삿포로시에 이어 두 번째이다.

## 지리
홋카이도 거의 중앙의 가미카와 분지 중심부에 위치한다. 이시카리강, 주베쓰강, 비에이강, 우시슈베쓰강 등 크고 작은 130개의 하천이 흐르고 740개의 다리가 가설되어 있다. 그 중에서도 이시카리강과 우시슈베츠강이 만나는 곳에 있는 아사히교는 1932년 완성한 철제 아치교로 홋카이도 유산으로 선정되어 있다.

### 기후
내륙성 기후로 연교차가 크다. 여름은 위도에 비해 덥고, 겨울은 홋카이도 내에서도 굴지의 추위로 알려져 있다. 1902년 1월 25일에는 일본의 기상 관청에서 관측 사상 최저 기온인 -41.0℃을 기록했다. 그러나 근래에는 도시화 등의 영향에 의한 고온 경향으로 -20℃ 이하가 되는 날이 감소하고 있다. 연중 바람이 약하고 겨울에 눈보라가 발생하는 일은 거의 없다. 강수량도 홋카이도 내에서는 적으며 일본 평균치의 반 정도이다. 이는 장마가 없고 태풍의 영향도 별로 받지 않기 때문으로, 여름은 폭염이 10일 전후로 기록되는 등 홋카이도에서는 고온이지만 무로란시나 하코다테시 등 해안부와 비교하면 습도가 낮고 건조한 기후여서 체감 온도는 낮아 지내기 편하다. 참고로 역대 최고 기온은 36도이다. 연평균 기온은 영상 7도이다.
| 아사히카와시의 기후                                          | 아사히카와시의 기후 | 아사히카와시의 기후 | 아사히카와시의 기후 | 아사히카와시의 기후 | 아사히카와시의 기후 | 아사히카와시의 기후 | 아사히카와시의 기후 | 아사히카와시의 기후 | 아사히카와시의 기후 | 아사히카와시의 기후 | 아사히카와시의 기후 | 아사히카와시의 기후 | 아사히카와시의 기후 |
| 월                                                           | 1월                 | 2월                 | 3월                 | 4월                 | 5월                 | 6월                 | 7월                 | 8월                 | 9월                 | 10월                | 11월                | 12월                | 연간                |
| ------------------------------------------------------------ | ------------------- | ------------------- | ------------------- | ------------------- | ------------------- | ------------------- | ------------------- | ------------------- | ------------------- | ------------------- | ------------------- | ------------------- | ------------------- |
| 역대 최고 기온 °C (°F)                                       | 11.7 (53.1)         | 12.2 (54.0)         | 18.8 (65.8)         | 29.6 (85.3)         | 34.3 (93.7)         | 35.9 (96.6)         | 37.6 (99.7)         | 37.9 (100.2)        | 33.3 (91.9)         | 28.2 (82.8)         | 22.0 (71.6)         | 14.7 (58.5)         | 37.9 (100.2)        |
| 일평균 최고 기온 °C (°F)                                     | −3.3 (26.1)         | −1.7 (28.9)         | 3.0 (37.4)          | 11.2 (52.2)         | 18.8 (65.8)         | 22.8 (73.0)         | 26.2 (79.2)         | 26.6 (79.9)         | 21.9 (71.4)         | 14.9 (58.8)         | 6.2 (43.2)          | −0.8 (30.6)         | 12.2 (54.0)         |
| 일일 평균 기온 °C (°F)                                       | −7.0 (19.4)         | −6.0 (21.2)         | −1.4 (29.5)         | 5.6 (42.1)          | 12.3 (54.1)         | 17.0 (62.6)         | 20.7 (69.3)         | 21.2 (70.2)         | 16.4 (61.5)         | 9.4 (48.9)          | 2.3 (36.1)          | −4.2 (24.4)         | 7.2 (45.0)          |
| 일평균 최저 기온 °C (°F)                                     | −11.7 (10.9)        | −11.8 (10.8)        | −6.1 (21.0)         | 0.2 (32.4)          | 6.1 (43.0)          | 12.0 (53.6)         | 16.4 (61.5)         | 16.9 (62.4)         | 11.7 (53.1)         | 4.4 (39.9)          | −1.5 (29.3)         | −8.0 (17.6)         | 2.4 (36.3)          |
| 역대 최저 기온 °C (°F)                                       | −41.0 (−41.8)       | −38.3 (−36.9)       | −34.1 (−29.4)       | −19.0 (−2.2)        | −7.1 (19.2)         | −1.2 (29.8)         | 1.0 (33.8)          | 2.4 (36.3)          | −1.8 (28.8)         | −8.0 (17.6)         | −25.0 (−13.0)       | −30.0 (−22.0)       | −41.0 (−41.8)       |
| 평균 강수량 mm (인치)                                        | 66.9 (2.63)         | 54.7 (2.15)         | 55.0 (2.17)         | 48.5 (1.91)         | 66.6 (2.62)         | 71.4 (2.81)         | 129.5 (5.10)        | 152.9 (6.02)        | 136.3 (5.37)        | 105.8 (4.17)        | 114.5 (4.51)        | 102.4 (4.03)        | 1,104.4 (43.48)     |
| 평균 강설량 cm (인치)                                        | 125 (49)            | 97 (38)             | 80 (31)             | 15 (5.9)            | 0 (0)               | 0 (0)               | 0 (0)               | 0 (0)               | 0 (0)               | 2 (0.8)             | 82 (32)             | 158 (62)            | 557 (219)           |
| 평균 강수일수 (≥ 0.5mm)                                      | 22.2                | 18.6                | 18.6                | 14.2                | 12.1                | 10.8                | 11.6                | 11.9                | 14.2                | 16.9                | 21.4                | 25.1                | 197.6               |
| 평균 강설일수                                                | 30.2                | 26.5                | 26.0                | 13.8                | 1.6                 | 0.0                 | 0.0                 | 0.0                 | 0.0                 | 3.3                 | 20.3                | 30.1                | 151.5               |
| 평균 상대 습도 (%)                                           | 82                  | 78                  | 73                  | 66                  | 67                  | 73                  | 77                  | 79                  | 79                  | 79                  | 80                  | 83                  | 76                  |
| 평균 월간 일조시간                                           | 75.3                | 96.1                | 141.3               | 169.5               | 197.4               | 176.5               | 159.8               | 154.6               | 144.7               | 125.9               | 67.3                | 58.1                | 1,566.5             |
| 출처: 일본 기상청 (평년값: 1991년~2020년, 극값: 1888년~현재) |                     |                     |                     |                     |                     |                     |                     |                     |                     |                     |                     |                     |                     |

## 역사
도야마현 동부에서 이주한 사람들에 의해 개척되었다. 1855년에 서부 에조치는 천령(막부 직할령)이 되었고 이후 가미카와군(현재의 아사히카와시 부근)에 해당하는 지역은 에도 막부의 직명으로 이시카리 관청의 소관이 된다. 이후 홋카이도 11국 86군이 제정되어 아사히카와는 이시카리국 가미카와군에 포함되었다.
- 1890년 - 가미카와군에 아사히카와촌·나가야마촌·가미이촌을 설치했다.
- 1900년 - 아사히카와촌을 아사히카와정으로 개칭했다.
- 1902년 - 일본 관측 사상 최저 기온(섭씨 영하 41.0도)을 기록했다.
- 1914년 - 아사히카와구가 되었다.
- 1922년 - 시로 승격해 아사히카와시가 되었다.
- 1961년 4월 1일 - 나가야마정을 편입했다.
- 1963년 8월 15일 - 히가시아사히카와정을 편입했다.
- 1966년 - 아사히카와 공항이 개항했다.
- 1967년 - 아사히카와시 아사히야마 동물원이 개원했다.
- 1968년 3월 1일 - 가구라정을 편입했다.
- 1970년 - 아사히카와시의 인구가 30만 명을 돌파했다. 아사히카와 대교가 개통했다.
- 1971년 3월 2일 - 히가시타카스정을 편입했다.

## 산업

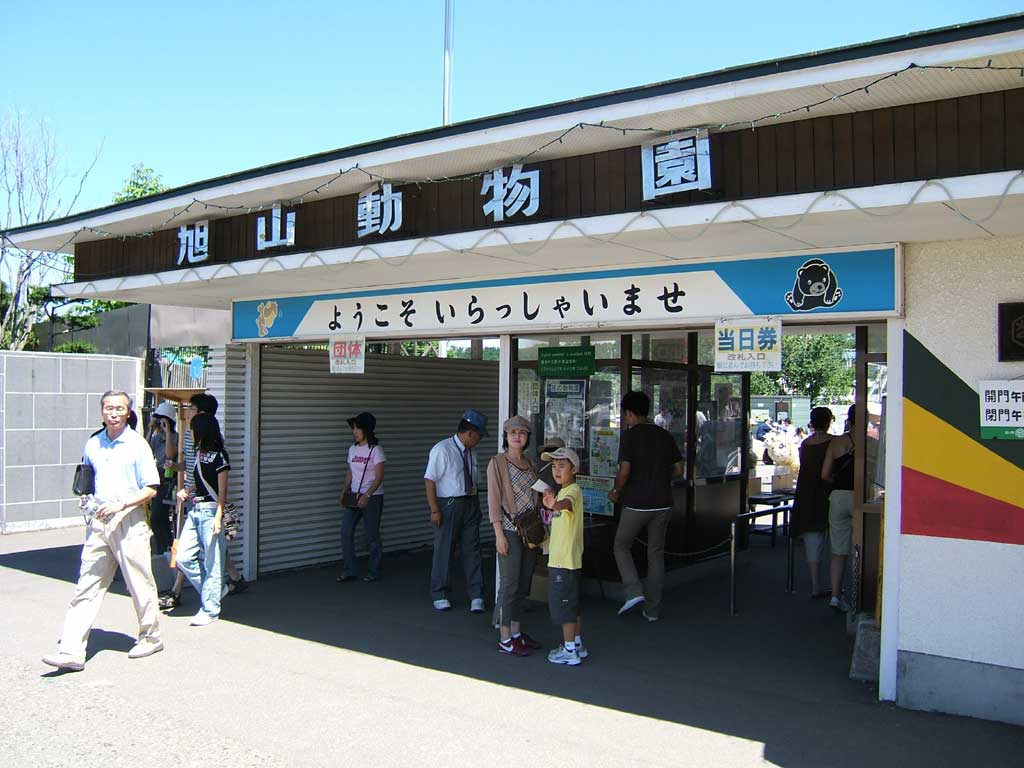
아사히야마 동물원

산지·물류의 거점으로 발전해 예전에는 '아사히카와 상인'이라는 말도 있었다. 농업이 번성하여 홋카이도에서 양질의 쌀 생산지로 알려져 있다. 가무이코탄 지구에서는 사과나 체리 등의 과수를 생산한다. 메밀 생산량은 일본 3위이다. 일본의 5대 가구 생산지(아사히카와 가구) 중 하나로도 유명하다. 주조업도 번성하고 있다. 최근에는 아사히카와시 아사히야마 동물원이 유명세를 타면서 관광객 수가 대폭 증가하여 상반기 관광객 수에서 오타루시나 하코다테시를 제치고 홋카이도 2위가 되었다.

## 교육

### 대학
국립대학
- 아사히카와 의과대학 (旭川医科大学, Asahikawa Medical University)

## 교통

### 공항

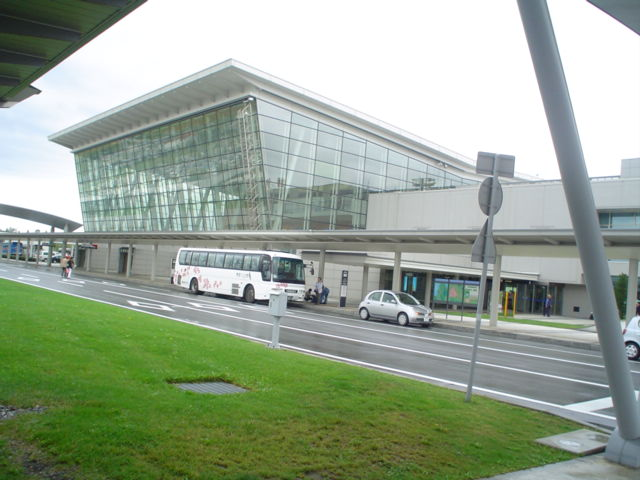
아사히카와 공항

- 아사히카와 공항 - 공항 시설은 인접한 히가시카구라정에 있지만 아사히카와시가 관리하고 있다.

### 철도

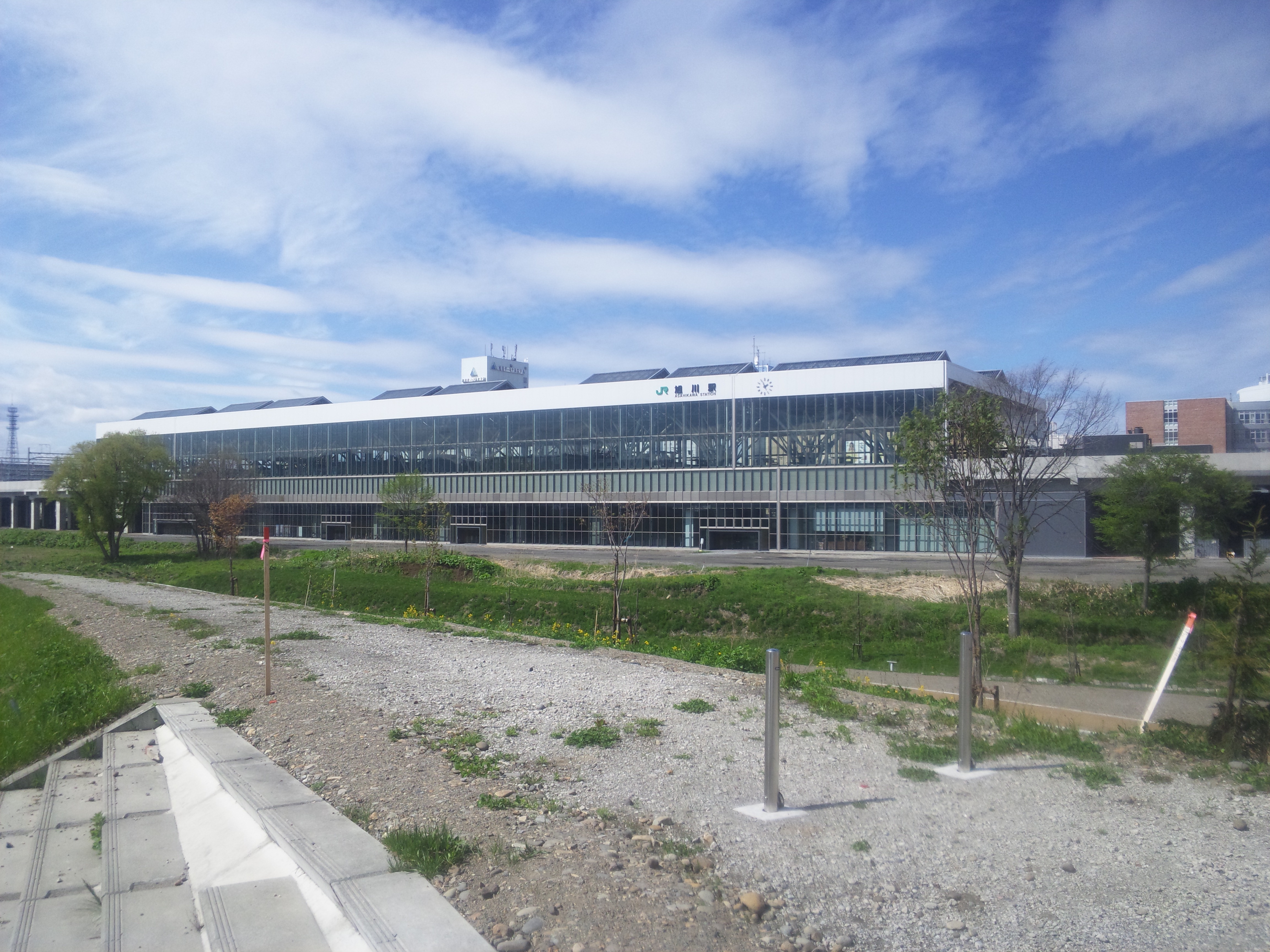
아사히카와역

- 홋카이도 여객철도(JR 홋카이도)
  - 하코다테 본선
  - 소야 본선
  - 세키호쿠 본선
  - 후라노선

### 도로
- 홋카이도 자동차도
- 국도 12호선
- 국도 39호선
- 국도 40호선
- 국도 233호선
- 국도 237호선
- 국도 333호선(일본어판)
- 국도 452호선

## 자매 도시
- 미국 일리노이주 블루밍턴(1962년 10월 11일)
- 미국 일리노이주 노멀(1987년 7월 7일)
- 대한민국 경기도 수원시(1989년 10월 17일)